# Chennai Open 1998 - Qualificazioni singolare
Le qualificazioni del singolare  del Chennai Open 1998 sono state un torneo di tennis preliminare per accedere alla fase finale della manifestazione. I vincitori dell'ultimo turno sono entrati di diritto nel tabellone principale. In caso di ritiro di uno o più giocatori aventi diritto a questi sono subentrati i lucky loser, ossia i giocatori che hanno perso nell'ultimo turno ma che avevano una classifica più alta rispetto agli altri partecipanti che avevano comunque perso nel turno finale.
Le qualificazioni del torneo Chennai Open 1998 prevedevano 22 partecipanti di cui 4 sono entrati nel tabellone principale.

## Teste di serie
1. Peter Tramacchi (Qualificato)
2. Jeff Salzenstein (Qualificato)
3. David Nainkin (Qualificato)
4. Vladimir Volčkov (Qualificato)

1. Filippo Veglio (secondo turno)
2. Barry Cowan (secondo turno)
3. Jiří Vaněk (secondo turno)
4. Jim Thomas (ultimo turno)

## Qualificati
1. Peter Tramacchi
2. Jeff Salzenstein

1. David Nainkin
2. Vladimir Volčkov

## Tabellone

### Legenda
| - Q = Qualificato - WC = Wild card - LL = Lucky loser | - ALT = Alternate - SE = Special Exempt - PR = Protected Ranking | - w/o = Walkover - r = Ritirato - d = Squalificato |

### Sezione 1
|  | Primo turno    | Primo turno    | Primo turno  | Primo turno | Primo turno |  |  | Secondo turno | Secondo turno   | Secondo turno | Secondo turno | Secondo turno |   |   | Ultimo turno | Ultimo turno    | Ultimo turno | Ultimo turno | Ultimo turno |  |
|  |                |                |              |             |             |  |  |               |                 |               |               |               |   |   |              |                 |              |              |              |  |
|  |                |                |              |             |             |  |  |               |                 |               |               |               |   |   |              |                 |              |              |              |  |
|  |                |                |              |             |             |  |  | 1             | Peter Tramacchi | 4             | 6             | 6             |   |   |              |                 |              |              |              |  |
|  | Gaurav Natekar | Gaurav Natekar | 5            | 7           | 6           |  |  |               | Gaurav Natekar  | 6             | 2             | 4             |   |   |              |                 |              |              |              |  |
|  | Mustafa Ghouse | Mustafa Ghouse | 7            | 5           | 4           |  |  |               |                 |               |               |               |   |   | 1            | Peter Tramacchi | 6            | 7            | 7            |  |
|  | Maks Mirny     | Maks Mirny     | Maks Mirny   | 6           | 6           |  |  |               |                 |               | Maks Mirny    | 7             | 6 | 5 |              |                 |              |              |              |  |
|  | Sander Groen   | Sander Groen   | Sander Groen | 3           | 2           |  |  |               | Maks Mirny      | Maks Mirny    | 7             | 6             |   |   |              |                 |              |              |              |  |
|  |                |                |              |             |             |  |  | 7             | Jiří Vaněk      | Jiří Vaněk    | 6             | 2             |   |   |              |                 |              |              |              |  |
|  |                |                |              |             |             |  |  |               |                 |               |               |               |   |   |              |                 |              |              |              |  |

### Sezione 2
|  | Primo turno     | Primo turno     | Primo turno     | Primo turno | Primo turno |  |  | Secondo turno | Secondo turno    | Secondo turno    | Secondo turno | Secondo turno |   |   | Ultimo turno | Ultimo turno     | Ultimo turno     | Ultimo turno | Ultimo turno |  |
|  |                 |                 |                 |             |             |  |  |               |                  |                  |               |               |   |   |              |                  |                  |              |              |  |
|  |                 |                 |                 |             |             |  |  |               |                  |                  |               |               |   |   |              |                  |                  |              |              |  |
|  |                 |                 |                 |             |             |  |  | 2             | Jeff Salzenstein | Jeff Salzenstein | 6             | 6             |   |   |              |                  |                  |              |              |  |
|  | Manoj Mahadevan | Manoj Mahadevan | 4               | 6           | 6           |  |  |               | Manoj Mahadevan  | Manoj Mahadevan  | 4             | 3             |   |   |              |                  |                  |              |              |  |
|  | Myles Wakefield | Myles Wakefield | 6               | 1           | 4           |  |  |               |                  |                  |               |               |   |   | 2            | Jeff Salzenstein | Jeff Salzenstein | 6            | 6            |  |
|  | Rishi Sridhar   | Rishi Sridhar   | Rishi Sridhar   | 6           | 6           |  |  |               |                  | 8                | Jim Thomas    | Jim Thomas    | 3 | 4 |              |                  |                  |              |              |  |
|  | Vijayendra Laad | Vijayendra Laad | Vijayendra Laad | 3           | 3           |  |  |               | Rishi Sridhar    | Rishi Sridhar    | 4             | 4             |   |   |              |                  |                  |              |              |  |
|  |                 |                 |                 |             |             |  |  | 8             | Jim Thomas       | Jim Thomas       | 6             | 6             |   |   |              |                  |                  |              |              |  |
|  |                 |                 |                 |             |             |  |  |               |                  |                  |               |               |   |   |              |                  |                  |              |              |  |

### Sezione 3
|  | Primo turno | Primo turno | Primo turno | Primo turno | Primo turno |  |  | Secondo turno | Secondo turno | Secondo turno | Secondo turno | Secondo turno |   |   | Ultimo turno | Ultimo turno  | Ultimo turno  | Ultimo turno | Ultimo turno |  |
|  |             |             |             |             |             |  |  |               |               |               |               |               |   |   |              |               |               |              |              |  |
|  |             |             |             |             |             |  |  |               |               |               |               |               |   |   |              |               |               |              |              |  |
|  |             |             |             |             |             |  |  | 3             | David Nainkin | David Nainkin | 6             | 6             |   |   |              |               |               |              |              |  |
|  |             |             |             |             |             |  |  |               | Vinod Sridhar | Vinod Sridhar | 1             | 4             |   |   |              |               |               |              |              |  |
|  |             |             |             |             |             |  |  |               |               |               |               |               |   |   | 3            | David Nainkin | David Nainkin | 6            | 6            |  |
|  |             |             |             |             |             |  |  |               |               |               | Harsh Mankad  | Harsh Mankad  | 1 | 2 |              |               |               |              |              |  |
|  |             |             |             |             |             |  |  |               | Harsh Mankad  | 3             | 6             | 6             |   |   |              |               |               |              |              |  |
|  |             |             |             |             |             |  |  | 6             | Barry Cowan   | 6             | 4             | 0             |   |   |              |               |               |              |              |  |
|  |             |             |             |             |             |  |  |               |               |               |               |               |   |   |              |               |               |              |              |  |

### Sezione 4
|  | Primo turno     | Primo turno     | Primo turno     | Primo turno | Primo turno |  |  | Secondo turno | Secondo turno    | Secondo turno  | Secondo turno  | Secondo turno  |   |   | Ultimo turno | Ultimo turno     | Ultimo turno     | Ultimo turno | Ultimo turno |  |
|  |                 |                 |                 |             |             |  |  |               |                  |                |                |                |   |   |              |                  |                  |              |              |  |
|  |                 |                 |                 |             |             |  |  |               |                  |                |                |                |   |   |              |                  |                  |              |              |  |
|  |                 |                 |                 |             |             |  |  | 4             | Vladimir Volčkov | 7              | 5              | 6              |   |   |              |                  |                  |              |              |  |
|  | Sandeep Kirtane | Sandeep Kirtane | Sandeep Kirtane | 6           | 6           |  |  |               | Sandeep Kirtane  | 5              | 7              | 4              |   |   |              |                  |                  |              |              |  |
|  | David DiLucia   | David DiLucia   | David DiLucia   | 4           | 2           |  |  |               |                  |                |                |                |   |   | 4            | Vladimir Volčkov | Vladimir Volčkov | 6            | 6            |  |
|  | Marcus Hilpert  | Marcus Hilpert  | Marcus Hilpert  | 6           | 6           |  |  |               |                  |                | Marcus Hilpert | Marcus Hilpert | 3 | 1 |              |                  |                  |              |              |  |
|  | Vishal Uppal    | Vishal Uppal    | Vishal Uppal    | 0           | 2           |  |  |               | Marcus Hilpert   | Marcus Hilpert | Marcus Hilpert | W-O            |   |   |              |                  |                  |              |              |  |
|  |                 |                 |                 |             |             |  |  | 5             | Filippo Veglio   | Filippo Veglio | Filippo Veglio |                |   |   |              |                  |                  |              |              |  |
|  |                 |                 |                 |             |             |  |  |               |                  |                |                |                |   |   |              |                  |                  |              |              |  |